# Christian Benford
(en) Statistiques sur pro-football-reference
Christian Benford (né le 21 septembre 2000 à Baltimore dans l'État du Maryland aux États-Unis) est un sportif professionnel américain de football américain évoluant au poste de cornerback dans la National Football League (NFL) depuis la saison 2022 pour les Bills de Buffalo.
Au niveau universitaire, il a joué pendant quatre saisons (2018-2021) pour les Wildcats de Villanova dans la NCAA Division I FCS.

## Biographie
Benford est diplômé du Randallstown High School de Randallstown, en banlieue de sa ville natale de Baltimore. Non classé par les sites de recrutement, il ne reçoit aucune offre d'équipe de la FBS. Dans les divisions inférieures, il reçoit une offre des Bears de Morgan State, une équipe locale, puis des Wildcats de Villanova après avoir participé à un camp d'entrainement. Il décide finalement de s'engager avec Villanova en juillet 2018.
Benford joue quatre ans avec les Wildcats. Il est nommé recrue défensive de l'année dans la Colonial Athletic Association et fait la première équipe étoile à sa troisième année. Ses performances lui permettent d'être sélectionné par les Bills de Buffalo au 185e rang de la draft de 2022 avec le choix acquis dans l'échange envoyant Darryl Johnson aux Panthers de la Caroline. Il est le premier Wildcat sélectionné depuis Tanoh Kpassagnon et Brad Seaton en 2017. Il est aussi le premier cornerback issu de l'université sélectionné depuis David Martin en 1981,.
Il est repêché en même temps que Kaiir Elam, mais six tours plus tard, Benford est remplaçant pour les Bills et joue sur les unités spéciales. Cependant, Elam est décevant durant sa première saison et Benford se place en position pour être le deuxième cornerback extérieur de l'équipe derrière Tre'Davious White et devant Dane Jackson durant sa deuxième saison. Cependant, Joe Buscaglia de The Athletic suggère que l'investissement envers Elam, comme choix de premier tour, pourrait lui donner l'avantage pour le poste bien que Benford ait joué mieux que lui durant sa saison recrue. Durant le camp d'entrainement, Benford se démarque pour le poste, surtout durant la seconde moitié du camp. Il remporte le poste pour le début de saison et à la suite de la blessure à White, forme un duo efficace avec le nouvellement acquis Rasul Douglas,.
Benford prend sa place comme meilleur cornerback de l'équipe en 2024. Alors que les Bills connaissent des déboires à la défensives, Benford est l'un des joueurs les mieux notés de la ligue par PFF est fini l'année au 67e rang au total et 6e chez les cornerbacks. Il reçoit également son premier vote pour AP NFL Defensive Player of the Year Award. Le 29 mars 2025, Benford signe une extension de quatre ans d'une valeur totale de 76 000 000$ avec les Bills. Il s'agit alors de la 13e plus haute valeur annuelle pour un contrat de cornerback.

## Statistiques

### NFL Scouting Combine
| Taille             | Poids          | Bras          | Main           | Sprint   | Sprint   | Sprint   | Shuttle 20 yards | 3 cones drill | Détente       | Détente             | Développé couché | Test Wonderlic |
| Taille             | Poids          | Bras          | Main           | 40 yards | 10 yards | 20 yards | Shuttle 20 yards | 3 cones drill | verticale     | horizontale         | Développé couché | Test Wonderlic |
| 1,84 m (6 ft 1 in) | 94 kg (205 lb) | 79 cm (31 in) | 25 cm (9 ¾ in) | 4,53 s   | 1,51 s   | 2,63 s   | 4,34 s           | 7,10 s        | 89 cm (35 in) | 3,15 m (10 ft 4 in) | 17 reps          | -              |

### Professionnelles
| Année      | Équipe           | MJ |       | Plaquages | Plaquages | Plaquages | Plaquages |       | Interceptions | Interceptions | Interceptions | Interceptions |  | Fumbles | Fumbles |
| Année      | Équipe           | MJ | Total | Seul      | Ast.      | Sacks     | Nb.       | Yards | Déf.          | TD            | Nb.           | Rec.          |  |         |         |
| 2022       | Bills de Buffalo | 9  | 24    | 17        | 7         | 0,0       | 1         | 35    | 5             | 0             | 0             | 0             |  |         |         |
| 2023       | Bills de Buffalo | 15 | 54    | 43        | 11        | 0,0       | 2         | 8     | 10            | 0             | 2             | 1             |  |         |         |
| 2024       | Bills de Buffalo | 15 | 64    | 50        | 14        | 1,0       | 2         | 30    | 10            | 0             | 2             | 1             |  |         |         |
| Totaux NFL | Totaux NFL       | 39 | 142   | 110       | 32        | 1,0       | 5         | 73    | 25            | 0             | 4             | 2             |  |         |         |

| Année      | Équipe           | MJ |       | Plaquages | Plaquages | Plaquages | Plaquages |       | Interceptions | Interceptions | Interceptions | Interceptions |  | Fumbles | Fumbles |
| Année      | Équipe           | MJ | Total | Seul      | Ast.      | Sacks     | Nb.       | Yards | Déf.          | TD            | Nb.           | Rec.          |  |         |         |
| 2023       | Bills de Buffalo | 1  | 1     | 1         | 0         | 0,0       | 0         | 0     | 0             | 0             | 1             | 0             |  |         |         |
| 2024       | Bills de Buffalo | 3  | 12    | 8         | 4         | 0,0       | 0         | 0     | 1             | 0             | 0             | 0             |  |         |         |
| Totaux NFL | Totaux NFL       | 4  | 13    | 9         | 4         | 0,0       | 0         | 0     | 1             | 0             | 1             | 0             |  |         |         |